# Westerly
Westerly är en kommun (town) i Washington County i delstaten Rhode Island, USA, grundad 1669 av John Babcock. Staden har cirka 22 966 invånare (2000).